# Джинестра (факторія)
Джинестра (італ. Ginestra) — торговельна генуезька факторія кінця XIII – першої половини XIV століття в Одеській затоці на місці теперішньої Одеси.
У XIII столітті купці з процвітаючих італійських портів міцно обґрунтовуються на північних берегах Чорного моря [міста-колонії Тана (Танаїс), Кафа (Крим), Вічина, Лікостомо (Подунав'я), Монкастро (нині Білгород-на-Дністрі) та ін.], чому сприяла слабкість Візантійської імперії і вільне плавання через Чорноморські протоки. В італійських морських навігаційних картах — портоланах, виданих в ті середньовічні часи, на місці узбережжя в районі нинішньої Одеси позначено словом «Джинестра», що вперше з'являється в 1296 році. Назва чого це було — місця якірної стоянки, зручною гавані або торгової колонії — точно не відомо.
Така дата зрозуміла: за Німфейским договором між Генуєю і Візантією 1261 року генуезьким купцям було дозволено торгувати на Чорному морі. Вони брали участь в торгівлі з країнами, що знаходяться під владою Золотої Орди.
Розвиток генуезьких торговельних колоній був вигідним золотоординцям — на картах того часу Вічина і Монкастро відзначені прапором з монгольської тамгой, що символізує захист і заступництво Золотої Орди цим містам. У такому ж становищі перебувала і Джінестра.
В кінці XIII – першої третині XIV ст. генуезькі колонії досягають повного розквіту і… раптово гинуть — ніяких відомостей про подальше існування Джинестри [невеликої італійської торгової факторії] в джерелах немає. До кінця 40-х рр. XIV століття занепадають і інші торгові колонії Причорномор'я. Порожніють також степи — золотоординські завойовники відкочовують на схід.
Причини такого повороту подій ґрунтовно не з'ясовані. Напрошується припущення, що раптове спустошення степу і занепад міст були викликані якимось стихійним лихом. Це могла бути відома епідемія чуми в 1346–1353 років. «Чорна смерть», виникнувши в Азії в районі пустелі Гобі, розповзлася по торгових шляхах і майже миттєво охопила багато районів Євразії — від Східного Китаю до Англії. Ії жертвами стало понад 80 млн. чол.

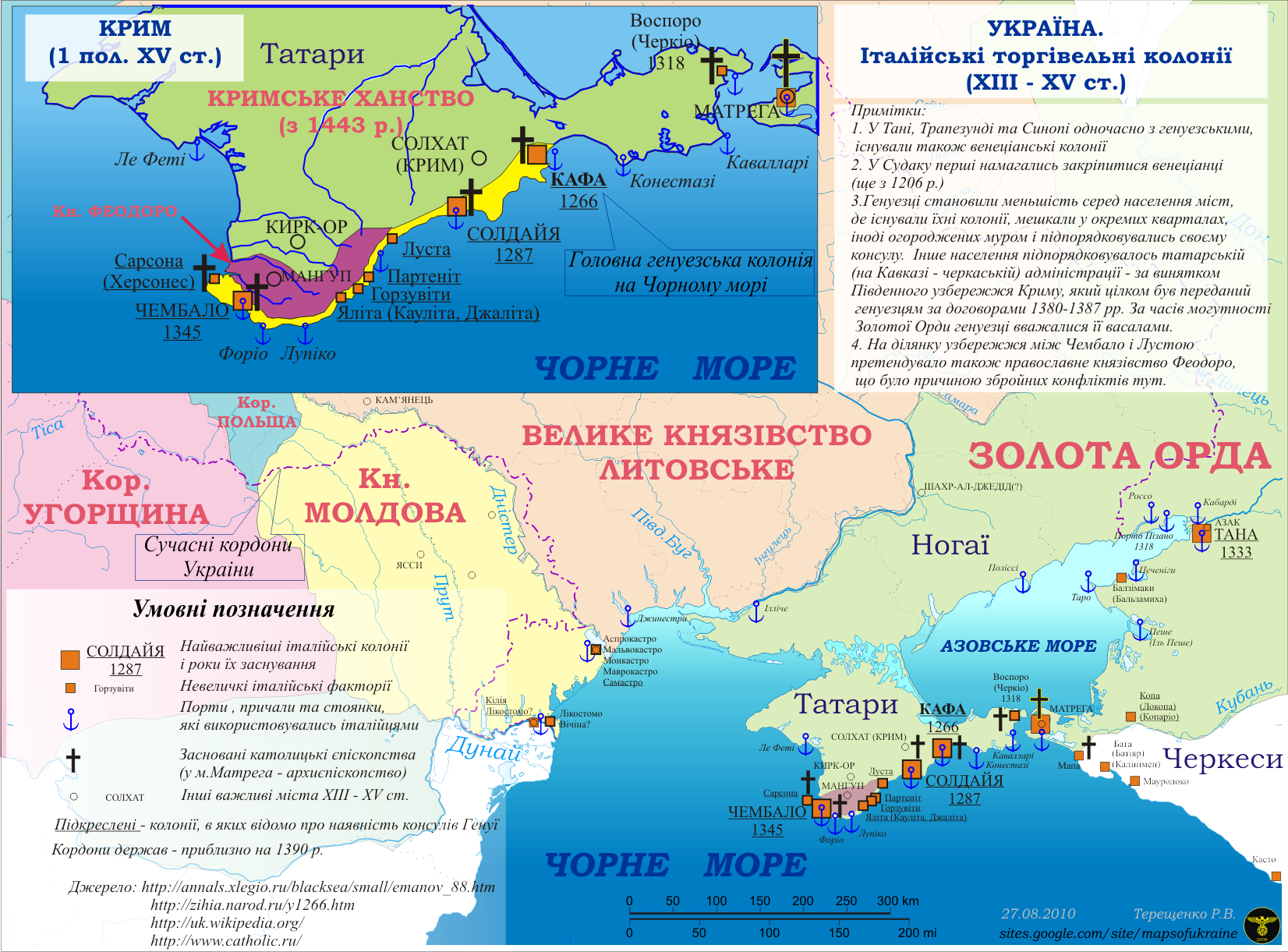
Італійські (генуезькі) колонії Північного Причорномор'я, XIV ст.

Сучасники з жахом розповідають про ці події. Арабський письменник аль-Барді (Ibn al-Wardi), який помер в 1350 від чумного мору, встиг написати про епідемію в Золотій Орді: «Про чуму, подібної до цієї ніхто раніше не чув. Не стало людей в будинках, були кинуті пожитки, начиння, гроші, але ніхто не брав їх». Хвороба проникла в Північне Причорномор'я і Візантію, де «також обезлюдніли села і міста».
Завезену в Італію чуму описав в знаменитому «Декамероні» відвідавший Флоренцію в 1348 році Дж. Боккачо: «Місто сповнене було мерців, на переповнених цвинтарях при церквах рили величезні ями і вкидали цілими сотнями трупи, поки яма не наповнювалась доверху. З березня по липень у Флоренції померло, як запевняють, сто з гаком тисяч чоловік. Місто спорожніло.»
Подібна яма, заповнена десятками людських скелетів, була знайдена (в 80-х) в шарі середини XIV ст. на території Білгорода-Дністровського (Монкастро). Вочевидь, це були жертви страшної епідемії.
Чуму в містах Північного Причорномор'я письмові джерела висвітлюють недостатньо. Однак відомо, що в 1347 налякані генуезці кинули свої міста в Криму і відбули морем на батьківщину. В дорозі більшість втікачів померло, а вцілілі завезли хворобу на Балкани і Піренеї. Тоді ж була покинута і Джинестра — прилеглі до неї степи були заражені чумою.
Така доля невеликої генуезької торговельної факторії, що розташувалася в середньовіччі на місці нинішньої Одеси.
Альтернативна (пізніша) версія
У той же час, заручившись підтримкою сусідів Московії Івана III), готи вступили в суперництво з генуезцями і перемогли: вже в 1458 році князь готів був визнаний одним з чотирьох чорноморських правителів. Готи повернули собі значну частину узбережжя Криму, фортеці та порти. Але в 1475 році в Криму висадилися османи, розправилися з рештою генуезців, розорили Кафу і взяли в облогу Мангуп. Облога тривала майже півроку, і тільки страшний голод і хвороби, що викошували захисників фортеці, змусили готів відкрити ворота фортеці в надії на милість переможців (яку, втім, не дочекалися).
…В цей же час степи, що примикають до Одеського затоки, були центром кочовищ Ногайского улусу — орди, що відкололася від Золотої. Між італійцями та Ордою існувала розвинена торгівля. Вивозилися раби і зерно. Однак, борючись за контроль над Константинополем, османський султан Мехмед II 1452 року замкнув Босфор двома фортецями, побудованими на азійському (Анадолу-Хісар) і європейському березі (Румелі-Хісар) в найвужчому місці протоки і наказав стягувати данину з усіх суден, що проходять, а які не підкоряються — топити. Італійська чорноморська торгівля була паралізована. І незабаром (до кінця XV ст.) спорожніли або були захоплені і зруйновані османами всі торгові чорноморські колонії. Османська Імперія недовірливо ставилася до іноземних купців, а, внаслідок політичної невизначеності статусу і слабку заселеність північного Причорномор'я, своїх купців там не було. Лише з середини XVIII ст., коли Османська імперія почала зміцнювати свої північні кордони від наростаючої російської експансії, знову виникли передумови для розвитку торгівлі.